# Paul Boucherot
Paul Boucherot (1869 – 1943)  a fost un inginer francez cu contribuții în domeniul puterii electrice. A introdus conceptul de putere electrică reactivă. A contribuit printre altele la o modalitate de a exploata diferența de temperatură dintre apele oceanice de suprafață și cele de adîncime.
1. 1 2 3  Autoritatea BnF, accesat în 10 octombrie 2015
2. ↑  Paul Marie Joachim Boucherot, Baza de date Léonore, accesat în 9 octombrie 2017
3. 1 2 3  Baza de date Léonore